# Yoshihiro Kanno
 (octobre 2023).
Si vous disposez d'ouvrages ou d'articles de référence ou si vous connaissez des sites web de qualité traitant du thème abordé ici, merci de compléter l'article en donnant les références utiles à sa vérifiabilité et en les liant à la section « Notes et références ».
Répertoire
Musique de chambre, musique de film, musique électronique
Yoshihiro Kanno (菅野 由弘, Kanno Yoshihiro) est un compositeur japonais né le 6 octobre 1953 à Tokyo. Diplômé en 1980 de l'Université nationale des beaux-arts et de la musique de Tokyo il est aujourd'hui[Quand ?] un compositeur à la fois de musique classique et de musique de film.

## Œuvressélectives[Quoi ?]

### Musique classique

#### Musique orchestrale
- 1995 - A Mythical Implosion

#### Musique orchestre de mandolines
- 1985 - Pegasus

#### Ballet
- 1987 - Mandala

#### Musique de chambre
- 1976 - Quatuor à cordes
- 1979 - Mythes d'Hivers 2 pour chœur de chambre avec soliste et percussion
- 1990 - Festival of Stone Mirror II, Ensemble d'instruments traditionnels Japonais
- 1992 - The Remains of the Light I, piano
- 1995 - Saigyo - Procession of Light
- 1998 - Tsuki no Iso- Phrase of Moon, gagaku

#### Musique électronique (et instruments)
- 1990 - Tapestry I with Voices of Shomyo
- 1992 - City of Sand in a Labyrinth
- 1993 - Procession of Fire
- 1996 - A Voice, The Pulsar - Ensphere

### Musique de film
- 1984 - L'Œuf de l'ange (Tenshi no tamago), de Mamoru Oshii et Yoshitaka Amano
- 1993-1994 - Homuratatsu, série TV
- 2022 : Le Lycéen de Christophe Honoré